# رپکو
رپکو (انگلیسی: Repco) شرکت خودروسازی استرالیایی است، که در سال ۱۹۲۲ تأسیس شد.